# Edward Lloyd (-1713)
Pour les articles homonymes, voir Edward Lloyd (homonymie) et Lloyd.
Edward Lloyd est un tenancier, marchand Gallois né en 1648 à Canterbury et mort en 1713 à Londres,. Il est le fondateur du Lloyd's Coffee House, lieu qui accueillit les prémisses des marchés assurances, lointain ancêtre du Lloyd's of London actuel.
Vers 1687, Edward Lloyd crée le Lloyd's Coffee House sur Tower Street, non loin des docks de Londres. Par la suite le café est relocalisé sur Lombard Street dès 1691.
Lloyd voyant l'attrait de ces clients pour les paris, mit en place un petit journal connu sous le nom de Lloyd’s List (ou Lloyd's News ) ayant pour but de les renseigner sur les actualités maritimes et faciliter leurs paris. Le café fut également un lieu d'enchères, et surtout d'assurances de navires. Il connut un grand succès, le Lloyd’s List permettant aux investisseurs et aux parieurs de mieux comprendre les risques de leurs mises.
Malgré sa disparition, le Lloyd's Coffee House inspirera la création de la Society of Lloyd’s en 1771, ainsi que la compagnie maritime Norddeutscher Lloyd, fondée à Brême en 1857 par Hermann Henrich Meier, devenue Hapag-Lloyd en 1970. Le marché d'assurance britannique, Lloyd's of London est également un descendant du Lloyd's Coffee House.